# أنارستان (كوهمرة خامي)
أنارستان (بالفارسية: انارستان) هي قرية تقع في إيران في قسم كوهمرة خامي الريفي.